# 阿曽沼就郷
阿曽沼 就郷（あそぬま なりさと）は、安土桃山時代から江戸時代前期にかけての武将。毛利氏家臣で長州藩士。知行は600石。父は阿曽沼広秀。兄に阿曽沼元秀。

## 生涯
安芸国安芸郡世能荒山荘を本拠地とした国人である阿曽沼広秀の次男として生まれる。
慶長2年（1597年）11月29日に父・広秀が死去。さらに、前年から始まった慶長の役で毛利秀元に従って朝鮮へ渡っていた兄・元秀が、同年12月22日に蔚山城の戦いにおいて明軍の先鋒である擺寨が指揮する軽騎兵1000の急襲により、同じく毛利氏家臣である冷泉元満や都野家頼らと共に戦死した。これにより元秀の嫡男・元郷が家督を継いだ。
慶長10年（1605年）12月14日、同年の五郎太石事件の後に毛利氏家臣団や有力寺社の総勢820名が連署して毛利氏への忠誠や様々な取り決めを記した連署起請文において、42番目に「阿曾沼源左衛門尉」と署名している。
慶長20年（1615年）4月17日、幕府から毛利秀就に対して大坂夏の陣への出陣が命じられる。同年4月28日に輝元と秀就は就郷と木原就重に対し、上洛する兵については誰の組の者であっても自らの配下と同様に諸法度を申し付け、違背した者は法度に従って処罰する事と、就郷と木原就重に付けた鉄砲衆のうち5人ずつは時に応じて触れ使いのために普請役を免除すべき事を命じている。
寛永9年（1632年）9月3日に家督と600石の知行地を嫡男の就貞に譲ることを秀就に認められ、寛永17年（1640年）8月25日に死去。